# 木村太郎 (フランス文学者)
木村 太郎（きむら たろう、1899年4月29日 - 1989年11月6日）は、日本のフランス文学者、翻訳家、画家、書家。
南山大学名誉教授。
父・粂市は実業家、母・いつ（銉次）は永井家の出身で、永井荷風は従兄弟にあたる。叔父の大島久満次は台湾総督府民政長官、神奈川県知事、衆議院議員を歴任。

## 略歴
東京市中央区賽町（京橋）生まれ。1924年東京帝国大学文学部仏文科卒業。日本大学、法政大学、日仏学院などで教えた後、1947年南山外国語専門学校に赴任、南山大学創設に寄与。1971年まで南山大学仏文科教授、文学部長。
1950年、名古屋日仏文化協会を創設。敬虔なカトリック信者で、ジョルジュ・ベルナノス、ポール・ブールジェ（fr:Paul Bourget）などを多数翻訳した。フランスの外交官で詩人・劇作家のポール・クローデル研究の第一人者。フランス画家アンリ・マティスとも親交があった。

## 栄典
- 勲三等瑞宝章 1973
- フランス　パルム・アカデミーク勲章　オフィシエ章（教育功労章） 1978

## 著書
- 『死生 短篇随筆集』（春陽堂） 1940
- 『詩と信仰』（公教社） 1949

## 画集
- 『清廉帖 木村太郎画集』（木村太郎傘寿記念出版会） 1979.10：62ページ、38cm

## 翻訳
- 『ポリウクト』（コルネイユ、岩波文庫） 1928
- 『風車小屋からの便り』（アルフォンス・ドオデ、白水社） 1929
- 『交換』（クロオデル、世界戯曲全集刊行会、世界戯曲全集34(仏蘭西篇4)） 1930
- 『日本廿六聖人殉教記』（パゼス、岩波書店） 1931
- 『戦争の診断』（ジヨルジユ・デユアメル、白水社） 1931
- 『ポオルとヴィルジニイ』（ベルナルダン・ド・サン・ピエール、岩波文庫） 1934
- 『犠牲』（ジョルジュ・デュアメル、白水社） 1935
- 『学校の天使』（ライサ・マリタン、三才社） 1935
- 『屋根裏の哲人』（スウヴェストゥル、岩波文庫） 1935
- 『ばらいろ島』（ヴイルドラック、小山書店、少年世界文庫） 1936.6
- 『女の心』（アンリ・ボルドオ、春陽堂） 1940
- 『つばさの蔭に』（ペロション、主婦之友社、世界名作家庭文庫） 1941
- 『サラヴァンの生活と冒険』（ジョルジュ・デュアメル、白水社） 1942 - 1951
- 『マリアへのお告げ』（ポオル・クロオデル、甲鳥書林、現代カトリック文芸叢書） 1942
- 『信仰への苦悶』（ジャック・リヴィエル、ポオル・クロオデル往復書簡、甲鳥書林） 1942／ヴェリタス書院） 1957
- 『殉難者』（デュアメル、創元社） 1950
- 『田舎司祭の日記』（G・ベルナノス、養徳社） 1951、のち新潮文庫
- 『人格主義』（エマニユエル・ムーニエ、白水社、文庫クセジュ） 1953
- 『人間を漁るもの』（ヴァン・デル・メールシュ、越知保夫共訳、法政大学出版局） 1954
- 『悪魔の陽の下に』（ベルナノス、新潮社） 1954、のち世界幻想文学大系
- 『現代美術の四万年』（ジャック・モーデュイ、小林知生共訳、角川書店） 1962
- 『女と影』（ポール・クローデル） 1968 ：戯曲
- 『半獣神の午後』（ステファヌ・マラルメ） 1974戯曲
- 『み言葉の使者 - 神言会創立者福音ヤンセン神父の生涯』（E・J・エドワーズ、エンデルレ書店） 1975

### ポール・ブルジェ
- 『裁く人』（ブウルジエ、春陽堂世界名作文庫）1932 
  - 復刻（ゆまに書房、昭和初期世界名作翻訳全集） 2008
  - 『愛 裁く者』（ポオル・ブルジェ、春陽堂書店） 1939
- 『大戦と女たち（ラザリイヌ）』（ブルジエ、春陽堂書店） 1939
- 『心』（ポオル・ブルジエ、春陽堂書店） 1940
- 『死の意味』（ポオル・ブルジエ、春陽堂書店） 1940
- 『死』（ポール・ブルジェ、小山書店） 1951、新潮文庫 1952

## その他
- 南山大学　野外宗教劇「受難」 制作協力　初演1963年11月11日[1]